# Данкансвілл (Пенсільванія)
Данкансвілл (англ. Duncansville) — місто (англ. borough) в США, в окрузі Блер штату Пенсільванія. Населення — 1255 осіб (2020).

## Географія
Данкансвілл розташований за координатами 40°25′35″ пн. ш. 78°25′49″ зх. д. / 40.42639° пн. ш. 78.43028° зх. д. (40.426307, -78.430260).  За даними Бюро перепису населення США в 2010 році місто мало площу 1,38 км², уся площа — суходіл.

## Демографія
Згідно з переписом 2010 року, у селищі мешкали 1233 особи в 597 домогосподарствах у складі 335 родин. Густота населення становила 894 особи/км².  Було 648 помешкань (470/км²).
Расовий склад населення:
| - 97,9 % — білих - 1,0 % — азіатів - 0,2 % — чорних або афроамериканців |

До двох чи більше рас належало 0,9 %. Частка іспаномовних становила 0,4 % від усіх жителів.
За віковим діапазоном населення розподілялося таким чином: 18,6 % — особи молодші 18 років, 58,0 % — особи у віці 18—64 років, 23,4 % — особи у віці 65 років та старші. Медіана віку мешканця становила 46,0 року. На 100 осіб жіночої статі у селищі припадало 74,4 чоловіків;  на 100 жінок у віці від 18 років та старших — 77,1 чоловіків також старших 18 років.
Середній дохід на одне домашнє господарство  становив 49 921 долар США (медіана — 43 750), а середній дохід на одну сім'ю — 60 384 долари (медіана — 60 302). Медіана доходів становила 49 750 доларів для чоловіків та 28 750 доларів для жінок. За межею бідності перебувало 9,9 % осіб, у тому числі 14,4 % дітей у віці до 18 років та 9,7 % осіб у віці 65 років та старших.
Цивільне працевлаштоване населення становило 618 осіб. Основні галузі зайнятості: освіта, охорона здоров'я та соціальна допомога — 23,5 %, роздрібна торгівля — 15,4 %, виробництво — 13,1 %, мистецтво, розваги та відпочинок — 11,0 %.